# Auflage (Jugendstrafrecht)
Die Auflage ist im Jugendstrafrecht Deutschlands eine Sanktion, die zur Kategorie der Zuchtmittel zu zählen ist. Nach dem Jugendgerichtsgesetz (JGG) bestehen vier Möglichkeiten der Auflage: Die Wiedergutmachung des Schadens (§ 15 Abs. 1 S. 1 Nr. 1 JGG), die Entschuldigung beim Verletzten (§ 15 Abs. 1 S. 1 Nr. 2 JGG), die Arbeitsleistung (§ 15 Abs. 1 S. 1 Nr. 3 JGG) und die Zahlung eines Geldbetrages zugunsten einer gemeinnützigen Einrichtung (§ 15 Abs. 1 S. 1 Nr. 4 JGG).

## Charakter
Die vom Jugendrichter erteilte Auflage darf nicht unzumutbare Anforderungen an den Jugendlichen (ggf. Heranwachsenden, § 105 JGG) stellen. Anders als bei den Weisungen ist der Katalog der Auflagen enumerativ (und damit abschließend). Die Auflagen sollen nicht nur die Erziehungsfunktion des Jugendstrafrechts in den Vordergrund stellen, sondern einen repressiven Sanktionscharakter widerspiegeln.

### Schadenswiedergutmachung
Die Bemühungen, dem Opfer einen höheren Stellenwert einzuräumen, werden seit Anfang der 1980er Jahre intensiver verfolgt. Ziel ist es daher, einen Ausgleich zwischen Täter und Opfer herbeizuführen, um so den Rechtsfrieden nachhaltig zu gewährleisten (so genannter Täter-Opfer-Ausgleich).
In erster Linie kommt dabei der materielle Ersatz des entstandenen Schadens (ggf. bei immateriellen Verletzungen auch das Schmerzensgeld) in Betracht. Aber auch Arbeitsleistungen sind in diesem Rahmen möglich. Besteht ein Anspruch nach zivilrechtlicher Wertung nicht (oder liegt ein klageabweisendes Urteil eines Zivilgerichtes bereits vor), so darf nicht auf Wiedergutmachung erkannt werden. Gleiches gilt, wenn der Geschädigte auf die Forderung wirksam verzichtet hat oder ein Dritter den Schaden bereits reguliert hat (z. B. Haftpflichtversicherung o. ä.). 
Die Auflage der Schadenswiedergutmachung muss aus rechtsstaatlichen Gründen inhaltlich genau bestimmt sein.

### Entschuldigung
Die Entschuldigung spielt eine nur untergeordnete Rolle. Sowohl Täter als auch Opfer müssen bereit sein, ernsthaft die Entschuldigung auszusprechen bzw. entgegenzunehmen. Die Entschuldigung muss zudem freiwillig sein und darf nicht zwingend durch die Situation der Gerichtsverhandlung entstehen. (2001 waren 0,14 % aller verhängten Zuchtmittel Entschuldigungen.)

### Arbeitsleistung
Die Arbeitsauflage wird recht häufig verhängt, weil sie eine starke Sühnefunktion beinhaltet. Das Bundesverfassungsgericht hat die Arbeitsleistung als noch verfassungskonform angesehen, weil sie auch einen erzieherischen Aspekt abdeckt. In den Schutzbereich des Art. 12 Abs. 2 und Abs. 3 GG wird verfassungsgemäß eingegriffen. 

### Geldauflage
Die Geldauflage wird in der Rechtswissenschaft zum Teil als bedenkliche Rechtsfolge angesehen, da sie einerseits den Eindruck vermittele, durch Geld könne die (oder: "jede") Verfehlung kompensiert werden, andererseits Jugendliche, die ohnehin über nur begrenzte Vermögen verfügen, unangemessen beeinträchtige. 
Die Geldauflage muss durch "eigene Mittel" erbracht werden, so soll verhindert werden, dass von Dritten (Eltern o. ä.) die Zahlungspflicht wahrgenommen wird. Schließlich muss die Geldauflage verhältnismäßig sein und sich an den wirtschaftlichen Verhältnissen des Jugendlichen messen. 
Hat der Jugendliche aus der Straftat ein Surrogat oder einen Vermögensvorteil erzielt, so ist dieser zuvor zu entziehen.

## Überwachung
Die Kontrolle der Erfüllung der Auflage obliegt der Jugendgerichtshilfe bzw. dem Richter selbst. Die Auflage kann im Nachhinein – wenn dies angebracht erscheint – noch abgeändert werden (§ 15 Abs. 3 JGG). Geldauflagen können nicht vollstreckt werden, wenn sie nicht erbracht werden. Stattdessen besteht die Möglichkeit, einen Ungehorsamsarrest zu verhängen.